# Allier (Hautes-Pyrénées)
Allier is een gemeente in het Franse departement Hautes-Pyrénées (regio Occitanie) en telt 264 inwoners (1999). 

## Geografie
De oppervlakte van Allier bedraagt 3,69 km², de bevolkingsdichtheid is 71 inwoners per km².

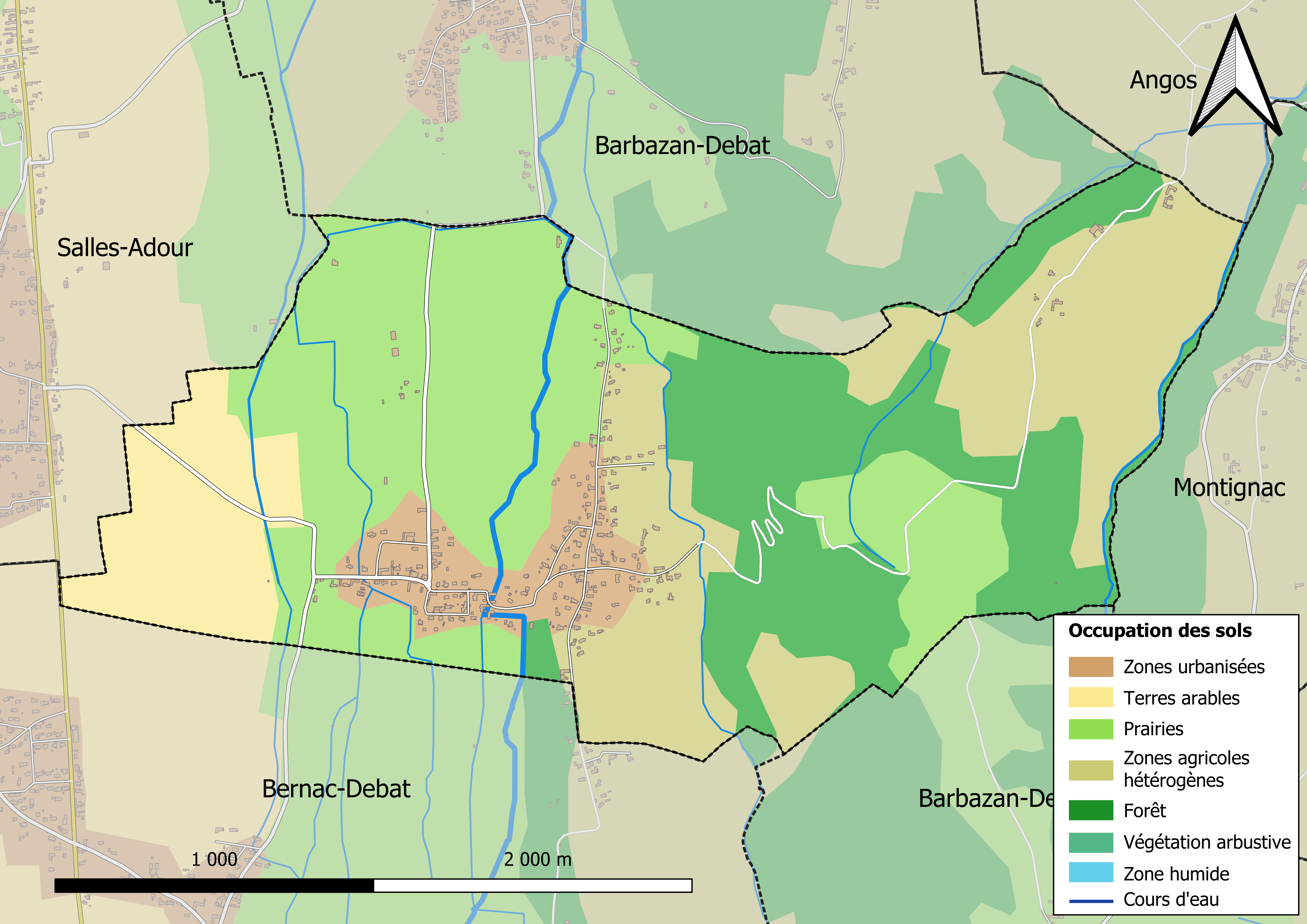
Kaart van de gemeente met belangrijkste infrastructuur, bodemgebruik en omliggende gemeenten

## Demografie
Onderstaande figuur toont het verloop van het inwonertal (bron: INSEE-tellingen).

1. ↑  Populations de référence 2022.